# Souahlia
Souahlia é uma cidade e comuna localizada na província de Tremecém, no noroeste da Argélia. Sua população era de 22 245 habitantes, em 2008.